# Сибілла Клевська (1512–1554)
Сибілла Клевська, повне ім'я Сибілла Юліх-Клеве-Берзька (нім. Sibylle von Jülich-Kleve-Berg), також Сибілла фон дер Марк-Клеве (нім. Sybille von der Mark-Kleve), 17 липня 1512 — 21 лютого 1554) — представниця дому Ла Марків XVI століття, донька герцога Клевського і графа Марку Йоганна III Миролюбного та герцогині Юліської та Берзької, графині  Равенсберзькій, Марії; дружина курфюрста Саксонії Йоганна Фрідріха I.
Їй присвячена праця німецького теолога Юстуса Меніуса «Oeconomia christiana» 1529 року, написана у жанрі дзеркала для князів.

## Біографія

### Ранні роки
Сибілла народилась 17 липня 1512 року у Дюссельдорфі. Стала первістком в родині герцогів Юліха та Бергу Йоганна Iта Марії, з'явившись на світ на другий рік їхнього подружнього життя. Згодом сімейство поповнилося сином Вільгельмом та доньками Анною та Амалією.
Батьки сповідували різну релігію: матір була католичкою, батько — прихильником помірного реформатства.
Дитинство принцеси пройшло у замку Бург в Золінгені, де сім'я мешкала після пожежі у Дюссельдорфській резиденції 23 грудня 1510 року. Доньок виховувала мати, їхня освіта носила консервативний характер, зведена до необхідного мінімуму. Дівчата, передусім, навчалися вишивці та шиттю.  Образотворче мистецтво, читання, письмо, знання іноземних мов і музика майже не грали ролі у їхньому вихованні.
У березні 1521 року батько Сибілли успадкував території Клеве та Марку й об'єднав їх із землями дружини, створивши герцогство Юліх-Клеве-Берзьке. Очоливши його під іменем Йоганна III, він став важливою політичною фігурою на теренах Європи. 
8 вересня 1526 року у замку Бург відбулися заручини Сибілли із саксонським кронпринцом Йоганном Фрідріхом, старшим сином курфюрста Йоганна I Непохитного. В той же час йшлися перемовини про майбутній союз сестри Сибілли, Анни, із лотаринзьким принцом Франсуа. Втім, вони до шлюбу не призвели.
Після тривалих переговорів, у Майнці був укладений шлюбний контракт пари, згідно якого після припинення чоловічої гілки роду Юліх-Клеве, герцогство мало перейти до Сибілли та її чоловіка або їхніх нащадків.

### Шлюбне життя

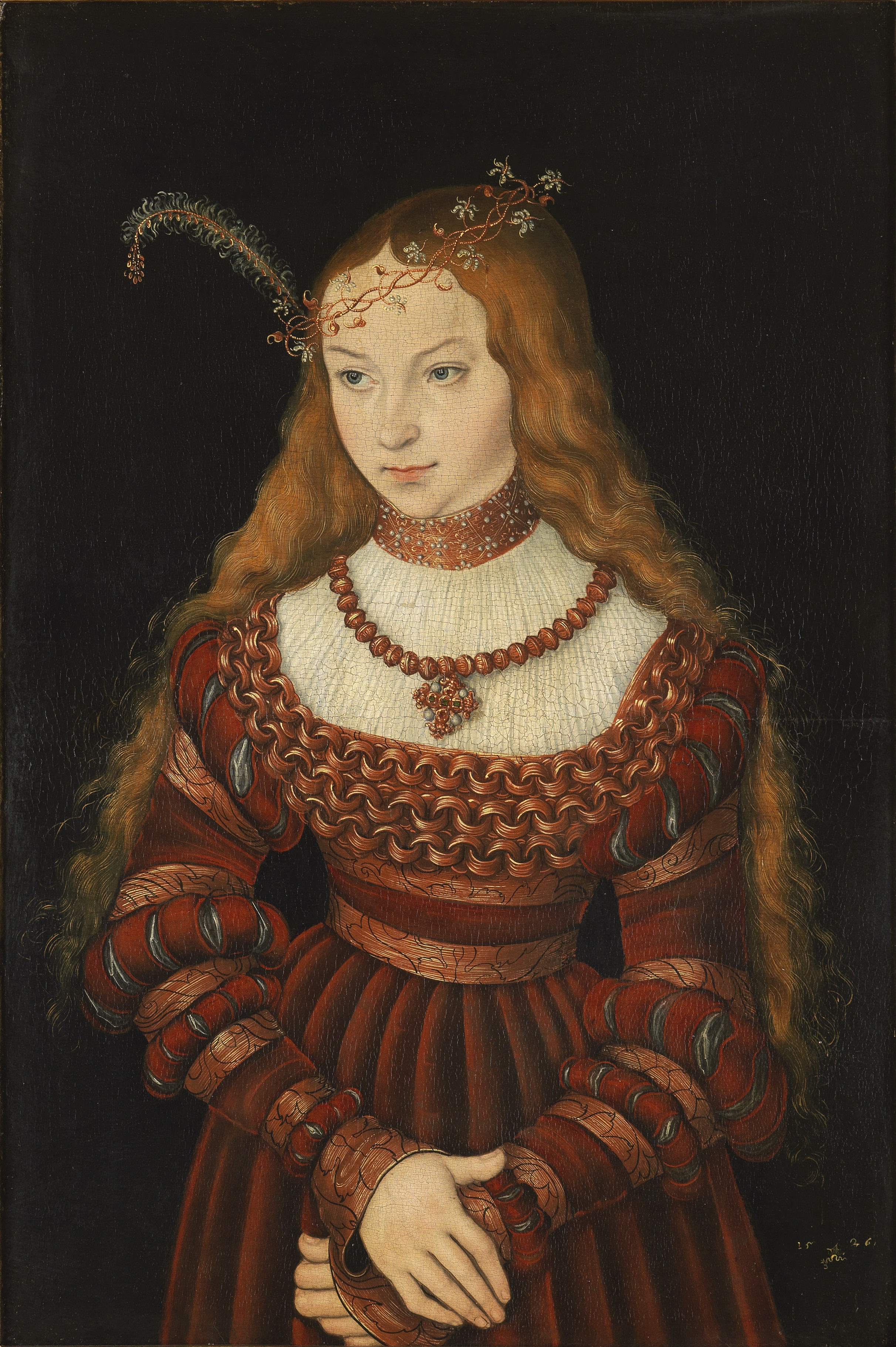
Портрет Сибілли пензля Лукаса Кранаха-старшого, 1526, Ваймарський замок

3 червня 1527 року відбулося вінчання 14-річної Сибілли із 23-річним Йоганном Фрідріхом Саксонським. Весілля справляли в Торгау. Турніри та різноманітні змагання тривали кілька днів. Пишне святкування відвідали 16 князів, герцогів та пфальцграфів, 15 графів, 10 баронів, велика кількість дворянства та лицарства, а також численні депутати з університету Віттенберга та різних міст. Очевидцями події були також Мартін Лютер і Філіпп Меланхтон.
У 1530 році імператор Священної Римської імперії Карл V Габсбург відмовився затвердити шлюбний контракт подружжя на вимогу курфюрста Йоганна.
У подружжя народилося четверо синів. У серпні 1532 року Йоганн Фрідріх став курфюрстом Саксонії, а Сибілла — курфюрстіною-консортом. Жінка ще при дворі свого батька, під впливом Еразма Роттердамського, звернулася до ідей Реформації, і з чоловіком вони підтримували одне одного у наслідуванні вчення Лютера.
Під час Шмалькальденської війни Йоганн Фрідріх та ландграф Гессену Філіпп I були лідерами протестантського союзу. Наприкінці квітня 1547 року курфюрст був захоплений у полон та позбавлений трону. Страта була замінена ув'язненням.
Сибілла після битві під Мюльбергом передала Віттенберг імператору, який виявив їй велику повшану, та від'їхала із молодшим сином до Веймару. Її прохання про звільнення з полону чоловіка не увінчалися успіхом. Весь час ув'язнення Йоганна Фрідріха підтримувала із ним активне листування. Їхні листи, що збереглися, свідчать про справжнє взаємне кохання. 
Колишній курфюрст був звільнений лише після укладення Пассауського договору у червні 1552, що дарувало свободу Аугсбурзького сповідання та амністію вигнанцям минувшої війни. Сибілла виїхала зустріти його в Кобурзі, але фактичне возз'єднання родини відбулося 15 вересня на мосту Курфюрста (нім. Kurfürstenbrücke) біля нещодавно збудованого мисливського замку Вольферсдорф. Після цього Йоганн Фрідріх нарік його «Замком щасливого повернення».
Після звільнення чоловіка пара провела не багато часу разом, мешкаючи у Веймарі. 21 лютого 1554 року Сибілла пішла з життя. Йоганн Фрідріх помер менш, ніж за два тижні після цього, 3 березня 1554 року. Обоє були поховані у міській церкві Веймару.

## Родина

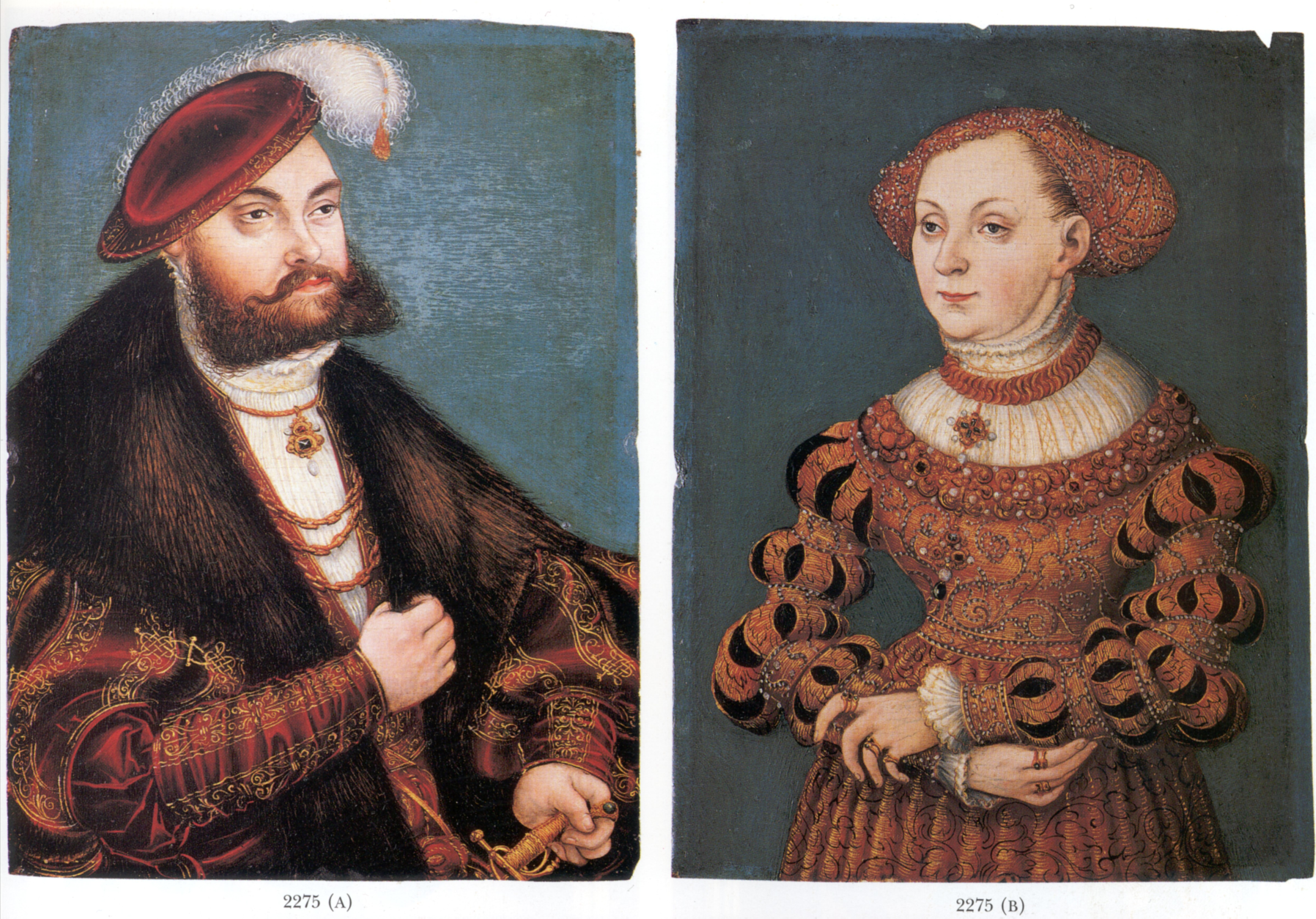
Подвійний портрет пензля Лукаса Кранаха-молодшого, Сибілла із чоловіком

Чоловік —  Йоганн Фрідріх Саксонський
Діти:
- Йоганн Фрідріх (1529—1595) — герцог Саксонії та ландграф Тюрингії у 1554—1566 роках, згодом перебував в ув'язненні, був двічі одруженим, мав четверо синів від другого шлюбу;
- Йоганн Вільгельм (1530—1573) — герцог Саксонії у 1566—1572 роках, герцог Саксен-Веймару у 1572—1573 роках, був одруженим з Доротеєю Сусанною Пфальцькою, мав четверо дітей;
- Йоганн Ернст (5—11 січня 1535) — прожив 6 днів;
- Йоганн Фрідріх (1538—1565) — одруженим не був, дітей не мав.